# Laguna de La Posadilla
La Laguna de la Posadilla o de Fuentillejos es un maar, una laguna en un  cráter de explosión hidromagmática. Se encuentra en Valverde, en el término municipal de Ciudad Real (España). La Laguna de la Posadilla se encuentra protegida con la categoría de Monumento Natural.
La actual laguna se formó por la explosión producida por el contacto entre la lava y una capa de aguas subterráneas.
Es una de las abundantes lagunas del Campo de Calatrava, en la provincia de Ciudad Real.

## Geología
La laguna es un maar o cráter de explosión freatomagmática en el ámbito de la región volcánica de Campo de Calatrava. Se produjo hace varios millones de años al entrar en contacto la lava con aguas subterráneas. El cráter se encuentra junto a una cresta cuarcítica.

## Vegetación
La vegetación de las laderas es la típica del monte y matorral mediterráneos. En el vaso lagunar se encuentran diferentes especies acuáticas.

## Fauna
Además de las especies típicas del monte y matorral mediterráneos se encuentran diferentes especies acuáticas siendo muy numerosas las aves que se refugian en el vaso lagunar.

## Estado de conservación
Los terrenos contiguos a las laderas del cráter se encuentran cultivados. La Laguna de la Posadilla se encuentra protegida con la categoría de Monumento Natural y forma parte de la red de Espacios Naturales de la Junta de Comunidades de Castilla-La Mancha.

## Acceso
Aunque la Laguna de la Posadilla es propiedad privada se puede acceder a ella a través de un camino que sale de  Valverde, un anejo de Ciudad Real, a dos kilómetro y medio. Dicho camino se encuentra en buenas condiciones para vehículos y peatones.

## Legislación
Decreto 207/1999 Archivado el 13 de abril de 2012 en Wayback Machine. de la Junta de Comunidades de Castilla-La Mancha por el que se declara la Laguna de la Posadilla Monumento Natural.